# Centaurea omphalodes
Centaurea omphalodes — вид квіткових рослин родини айстрових (Asteraceae). Ареал: Алжир, Лівія, Марокко, Туніс, Західна Сахара.

## Середовище
Населяє пасовища, посушливі піщані степи або пустелі.

## Біоморфологічна характеристика
Це однорічна рослина заввишки 5–15(30) см, розгалужена від основи, зі складними розгалуженнями. Листки випуклі, малорозсічені, лінійні, лопатево-перисті, з 1–3 парами вузьких бічних часток, стеблові — лопатеві або суцільні. Поодинокі обернено-яйцеподібно-підкулясті квіткові головки на верхівках гілок, блискучі сріблясто-білі. Обгортка гола. Сім'янки буруваті, 2,2–2,6 мм, поздовжньо-смугасті; папуси 2,5–3 мм, білі. Цвітіння: квітень і травень.